# Mark Sainsbury
R. Mark Sainsbury (nacido en 1943) es un filósofo Inglés que ha trabajado en las áreas de filosofía lógica, filosofía del lenguaje, y en sobre la filosofía de Bertrand Russell y Gottlob Frege.
Sainsbury trabajó durante años en el King's College London, y ahora es profesor de filosofía en la Universidad de Texas en Austin. (Aunque todavía enseña en los meses de verano en Londres.) Fue editor del conocido diario filosófico Mind de 1990 a 2000. También es miembro de la Academia Brítanica.
Su libro más reciente es, Reference Without Referents (Oxford, 2005), es una reflexión semántica sobre las expresiones. Su libro Departing From Frege(2002) es de la filosofía de Gottlob Frege. También ha escrito sobre las paradojas (Paradoxes Cambridge, 1988, 1995).
- Datos: Q3481130